# Xã Drummond, Michigan
Xã Drummond (tiếng Anh: Drummond Township) là một xã thuộc quận Chippewa, tiểu bang Michigan, Hoa Kỳ. Năm 2010, dân số của xã này là 1.058 người.